# Bodzentyn (gmina)
Pour les articles homonymes, voir Bodzentyn.
La gmina de Bodzentyn est une commune urbaine-rurale de la voïvodie de Sainte-Croix et du powiat de Kielce. Elle s'étend sur 160,32 km2 et comptait 11.677 habitants en 2006. Son siège est la ville de Bodzentyn qui se situe à environ 25 kilomètres à l'est de Kielce et à  kilomètres  de Katowice.

## Villages
Hormis la ville de Bodzentyn, la gmina de Bodzentyn comrpend les villages et localités de Celiny, Dąbrowa Dolna, Dąbrowa Górna, Hucisko, Kamieniec, Kamienna Góra, Leśna, Orzechówka, Podgórze, Podkonarze, Podmielowiec, Psary-Kąty, Psary-Podłazy, Psary-Stara Wieś, Ściegnia, Siekierno, Sieradowice Drugie, Sieradowice Pierwsze, Śniadka Druga, Śniadka Parcele, Śniadka Pierwsza, Śniadka Trzecia, Święta Katarzyna, Wiącka, Wilków, Wola Szczygiełkowa, Wzdół Rządowy et Wzdół-Kolonia.

## Gminy voisines
La gmina de Bodzentyn est voisine des gminy de Bieliny, Górno, Łączna, Masłów, Nowa Słupia, Pawłów, Suchedniów et Wąchock.